# Maite Perroni Brazilian Tour
Brazilian Tour 2010 foi a primeira turnê promocional da cantora e atriz mexicana Maite Perroni após o fim do grupo RBD.

## Desenvolvimento
A mexicana foi ao Brasil para ter a chance de conviver novamente com seus fãs que estavam sem vê-la a quase dois anos. Além dos pocket shows, Maite também realizou almoços e Meet&Greets com os fãs.

## Atos de abertura
- JL Irmãos Rock

## Repertório
1. "Rebelde"
2. "Sólo Quédate en Silencio"
3. "Aún Hay Algo"
4. "Ser o Parecer"
5. "Bésame Sin Miedo"
6. Medley Cuidado Con El Ángel: "Esta Soledad" / "Contígo" / "Separada de Ti"
7. "Mi Pecado"
8. "Tal Vez Mañana"
9. Medley RBD: "Tras de Mí" / "Me Voy" / "Cariño mio" / "Solo Para Ti"
10. "Empezar Desde Cero"

## Datas
| Data                 | Cidade         | Estado            | País           | Local            |
| América do Sul       | América do Sul | América do Sul    | América do Sul | América do Sul   |
| -------------------- | -------------- | ----------------- | -------------- | ---------------- |
| 13 de agosto de 2010 | Belo Horizonte | Minas Gerais      | Brasil         | Music Hall       |
| 14 de agosto de 2010 | Rio de Janeiro | Rio de Janeiro    | Brasil         | Canecão          |
| 15 de agosto de 2010 | Curitiba       | Paraná            | Brasil         | Teatro Positivo  |
| 17 de agosto de 2010 | Porto Alegre   | Rio Grande do Sul | Brasil         | Bar Opinião      |
| 19 de agosto de 2010 | Santos         | São Paulo         | Brasil         | Capital Disco    |
| 20 de agosto de 2010 | São Paulo      | São Paulo         | Brasil         | Via Funchal      |
| 21 de agosto de 2010 | Fortaleza      | Ceará             | Brasil         | Complexo Armazém |
| 22 de agosto de 2010 | Recife         | Pernambuco        | Brasil         | Club Português   |